# Косов, Николай Дмитриевич
Николай Дмитриевич Косов (2 декабря 1922, Кустанай — 12 марта 1995, Алма-Ата) — советский учёный, доктор физико-математических наук (1972), профессор (1974), заслуженный деятель науки Казахстана.

## Биография
Участник Великой Отечественной войны.
Окончил КазГУ (1947) и аспирантуру КазГУ (1950).
В 1950—1959 годы ассистент, старший преподаватель, доцент, в 1959—1962 годы первый декан физического факультета, в 1962—1994 годы заведующий кафедрой в КазГУ.
Опубликовал более 300 научных работ, посвященных исследованию проблем теории тепло-массопереноса, теплофизики, механики жидкости и газа. Косовым создано новое направление — молекулярная и гидродинамическое составляющие диффузии в газах.

## Сочинения
- Коэффициенты изобарно-термической диффузии некоторых газон // Журнал технической физики, т. 35, 1965 (соавт).
- Элементарная кинетическая теория диффузии в газах // Инженерно-физический журнал, т. 42, 1982.
- Молекулалық физика, Л., 1997 (соавт.).